# Історичний архів (Прілеп)
Історичний архів міста Прілеп був заснований у 1955 році. Регіональний підрозділ працює у історичному приміщенні. Департамент Державного архіву Північної Македонії охоплює такі муніципалітети: Прилеп, Долнени, Кривогаштани, Крушево, Македонський Брод і Пласниця.